# Franziska von Kapff-Essenther

Franziska von Kapff-Essenther

Franziska von Kapff-Essenther (geb. Essenther; * 2. April 1849 auf Schloss Wallenstein bei Leitomischl, Kaisertum Österreich; † 28. Oktober 1899 in Berlin) war eine österreichische Autorin und Intellektuelle. Sie gilt als frühe Feministin.

## Leben
Franziska Essenthers Vater war Steueroberinspektor. Ihre Kindheit verlebte sie in kleineren Städten in Böhmen. Durch Kränklichkeit die meiste Zeit ans Haus gefesselt, bildete sie sich autodidaktisch und erlangte die Qualifikation als Lehrerin. Bereits in jungen Jahren leitete sie eine Privat-Mädchenschule in Wien-Hernals, wo sie versuchte, ihre Vorstellungen einer Mädchenbildungsreform umzusetzen. Lehrerin blieb sie jedoch nur für kurze Zeit.
In Wien war sie eine der ersten, die sich mit der Frauenrechtsfrage befassten. Mindestens seit 1870 war sie als Schriftstellerin tätig. Sie veröffentlichte verschiedene Streitschriften, durch die sie Aufmerksamkeit auf sich zog. Ihre Ideen fasste sie 1873 in populärer Form in dem dreibändigen Roman Frauenehre zusammen, der ihren Ruf als Schriftstellerin begründete. Das Werk behandelte die Probleme einer „edlen, nützlichen und naturgemäßen Gleichberechtigung der Frau“. Als „Beirätin des Central-Frauen-Comités des Allgemeinen Vereins für Volkserziehung und Verbesserung des Frauenloses in Wien und Stuttgart“ nahm Kapff-Essenther an der jungen Frauenbewegung teil. Mindestens seit Ende 1871 war sie Sekretärin des Vereins. Sie unterstützte Bemühungen um verbesserte Ausbildungs- und Berufschancen für Frauen.
Im Jahre 1880 heiratete sie den sechs Jahre jüngeren Musik- und Kunstschriftsteller Otto von Kapff (1855–1918). Die Ehe wurde als unglücklich geschildert und 1887 aufgelöst.
Nach der Scheidung übersiedelte sie nach Berlin. 1888 erschien in Zürich ihr Roman Ziel und Ende. Im selben Jahr heiratete sie den Literaten Paul Blumenreich (1849–1907). Es folgten zahlreiche Romane, mit denen sie den gemeinsamen Lebensunterhalt bestritt. Fast durchgängig ist die Ehe das Thema dieser Werke.

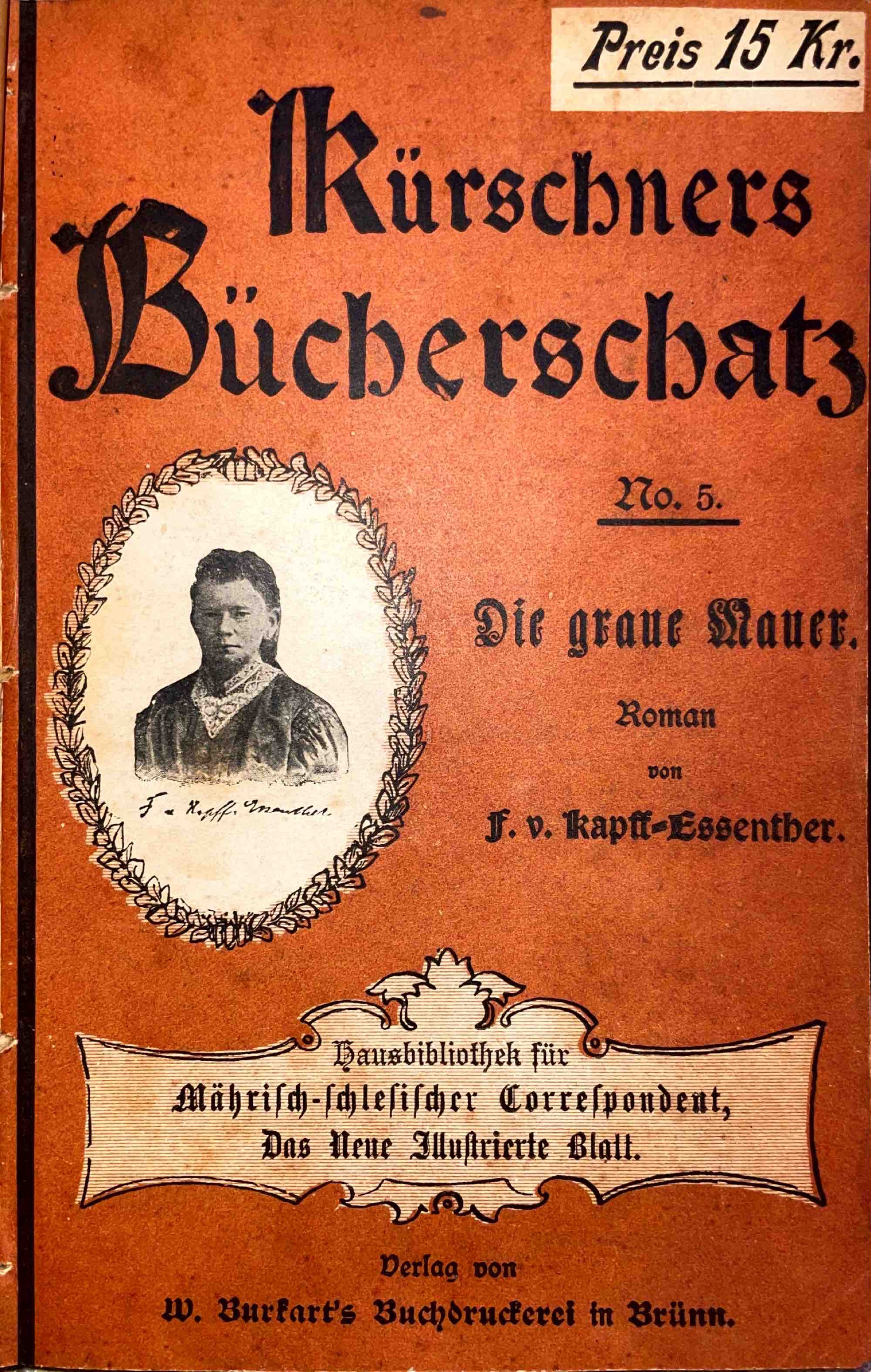
Einband des deutschen Magazins Kürschners Bücherschatz

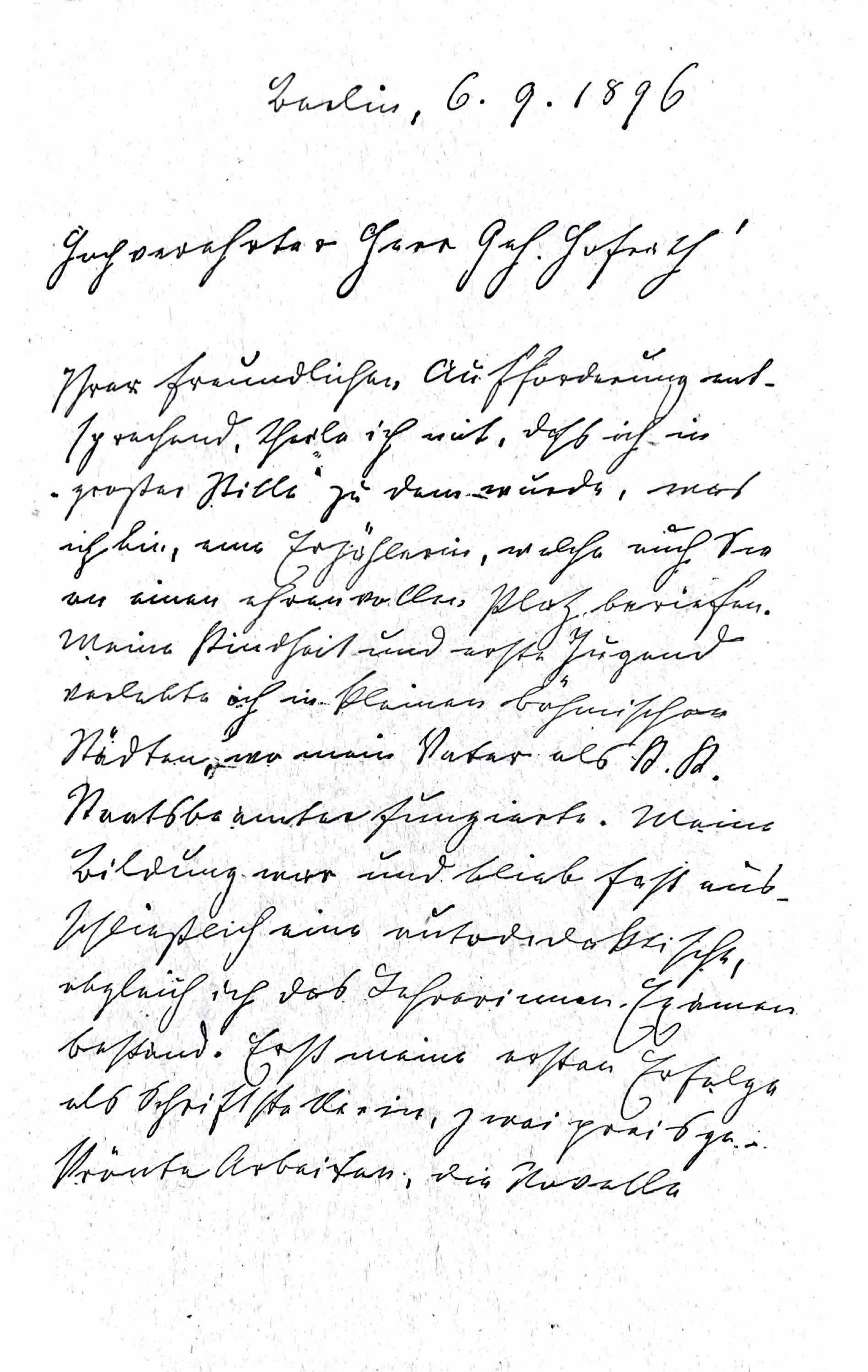

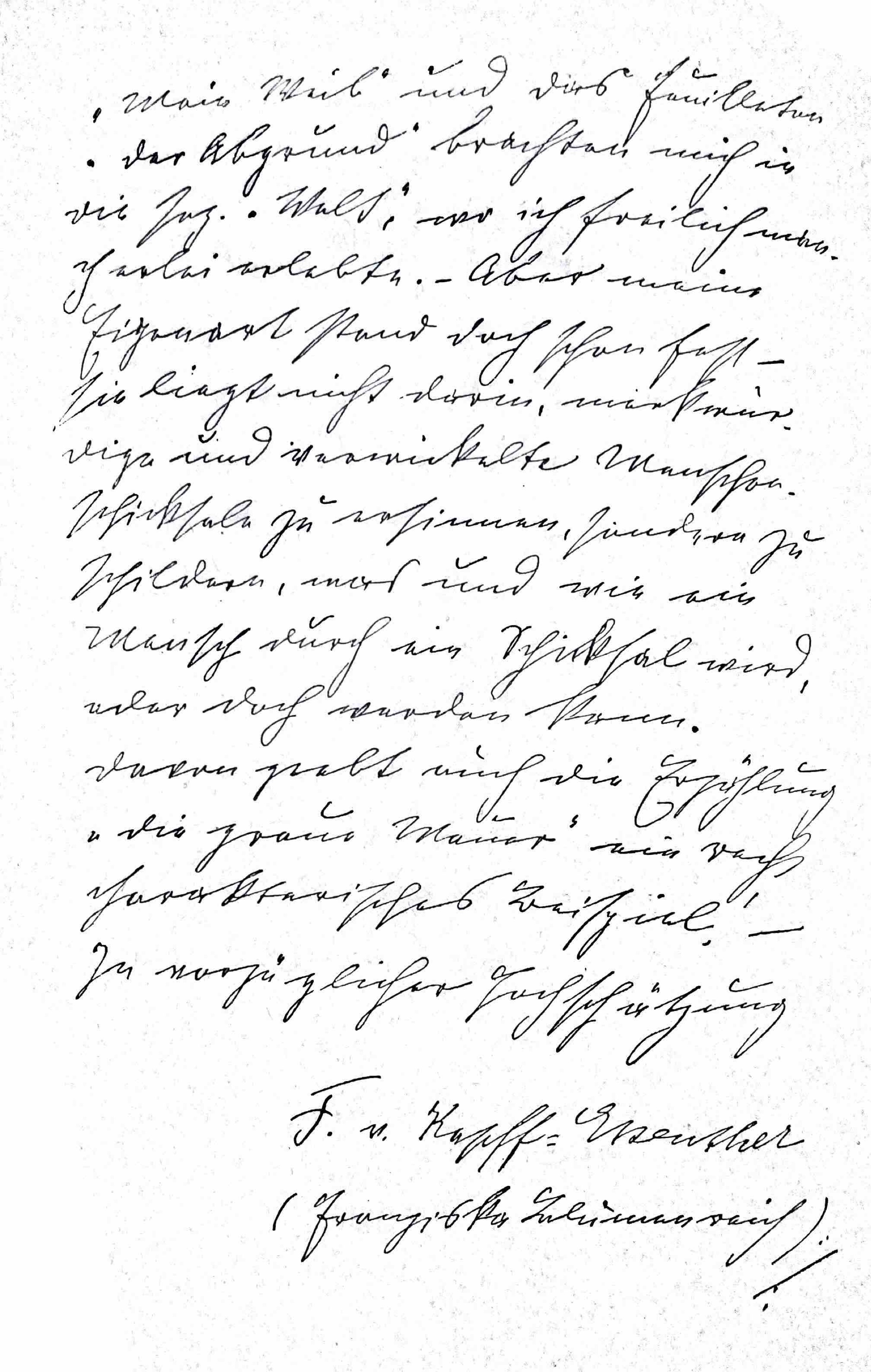
Selbstcharakterisierung von Kapff-Essenthers in einem eigenhändigen Brief an Joseph Kürschner

Ihr Ehemann gründete 1889 das Berliner Feuilleton. Nach einer kurzen Zeit in Stuttgart 1892–1893 kehrte das Ehepaar nach Berlin zurück; Blumenreich erneuerte sein Blatt 1894 als Neues Feuilleton. Franziska war Hauptmitarbeiterin seiner Zeitschriften, die jedoch keinen finanziellen Erfolg brachten. Es folgten unglückliche Theaterspekulationen; 1898 wurde Blumenreich als Geschäftsführer des Theaters Alt-Berlin wegen Veruntreuung verurteilt und floh daraufhin mit vier seiner Kinder in die USA. Franziska von Kapff-Essenther hatte eine unüberwindliche Furcht vor einer Reise über den Ozean und konnte sich nicht entschließen, Ehemann und Kindern nach Amerika zu folgen. Nach der Trennung von ihrem zweiten Mann war sie aus finanziellen Gründen zu literarischer Massenproduktion gezwungen. Auch in den Jahren der zweiten Ehe publizierte sie unter dem Namen von Kapff-Essenther, nie unter ihrem bürgerlichen Namen Blumenreich. Nur ihre frühesten Werke waren unter ihrem Mädchennamen Essenther erschienen.
In Berlin lebte Franziska von Kapff-Essenther zuletzt in der Ringstraße 31/32 (heute: Dickhardtstraße).
Kapff-Essenther war nervlich sehr labil und litt zeitlebens unter Depressionen. Wiederholt suchte sie Heilanstalten auf. 1899 beging sie Suizid durch einen Sturz aus einem Hotelfenster.

„Vor einigen Tagen fand hier die bekannte Schriftstellerin Franziska von Kapff-Essenther ein tragisches Ende durch Selbstmord. Sie stürzte sich bekanntlich aus dem vierten Stock eines Hotels der Friedrichstadt in Berlin auf das Strassenpflaster und blieb als Leiche liegen. Zu diesem Verzweiflungsschritte soll Frau von Kapff-Essenther eine Nervenzerrüttung getrieben haben. […] Mit ihr scheidet eine beliebte Erzählerin aus der deutschen Literatur. Sie besass ein grosses Talent der Charakteristik und Vertiefung und war eine der ersten Frauen in Deutschland, die im Geiste der Moderne zu schaffen vermochten. Sie hatte die Gabe spannend das Erfundene zu erzählen. So gewann sie eine angesehene Position unter den deutschen Schriftstellerinnen.“

## Rezeption
„In eine ganz andere Welt versetzt uns Kapff-Essenther, in höhere Sphären. Herausgewachsen aus der Tiefe des modernen Pessimismus, berührt der Roman die ganze geistige Bewegung der Gegenwart; erbarmungslos läßt er uns erkennen, daß der hochfliegendste Idealismus mehr als nur klein beigeben muß, daß er seine Repräsentanten in die bittersten Zustände stürzt, und wie ein Hohn muthet es uns an, wenn wir einen Helden, der die Erfüllung der Pflicht und nur der Pflicht als einzigen Lebenszweck hinstellt, als ordinären Gesinnungslumpen im Kothe der Gewöhnlichkeit versinken sehen. […] In vollster Ueberzeugung, daß uns Niemand, der nach dieser hochinteressanten literarischen Erscheinung greifen wird, einer Uebertreibung zeihen kann, bei unserem ehrlichen kritischen Gewissen, empfehlen wir Kapff-Essenther's ‚Ziel und Ende‘ als ein vorzügliches Buch, das der literarischen Produktion Wiens alle Ehre macht.“

## Werke
- Hoch und Niedrig. In: Frauenblätter, 1. Oktober 1872, S. 2–3 (online bei ANNO).
- Ein Dichterinnenlos. In: Frauenblätter, 1. April 1872, S. 2–3 (online bei ANNO).
- Frauenliteratur. In: Frauenblätter, 15. September 1872, S. 5–6 (online bei ANNO).
- Frauenehre. Roman aus dem modernen socialen Leben. 3 Bände. Leo, Wien 1873.
- Die sociale Revolution im Thierreiche. Komisches Epos aus der Gegenwart. Leipzig 1876.
- Mein Wien. Wiener Sittenbilder 2 Bände. Winckler, Leipzig 1884/1889.
- Moderne Helden. Charakterbilder. 2 Teile. 1885. Enthält: Nur ein Mensch; Hans, der nicht sterben wollte, Sommernachtstraum (Digitalisate Teil 1, Teil 2).
- Am Hochzeitsmorgen. In: Wiener Allgemeine Zeitung, 7. Jänner 1887, S. 1–3 (online bei ANNO).
- Zwei Titanen. In: Wiener Allgemeine Zeitung, 5. Mai 1887, S. 1–3 (online bei ANNO).
- Allerhand Sachen. In: Wiener Allgemeine Zeitung, 22. Mai 1887, S. 7 (online bei ANNO).
- Die Braut des Erzengels. In: Wiener Allgemeine Zeitung, 22. Oktober 1887, S. 1–3 (online bei ANNO).
- Fifi's Reise. In: Wiener Allgemeine Zeitung, 16. Dezember 1887, S. 6–7 (online bei ANNO).
- Ziel und Ende. Roman. 3 Bände. 1888.
- Blumengeschichten. 1888.
- Am Abgrund der Ehe. Novellen. Wartig, Leipzig 1888 (Digitalisate Bd. 1, Bd. 2).
- Was den Männern gefällt. In: Wiener Allgemeine Zeitung, 10. Februar 1889, S. 2–3 (online bei ANNO).
- Allerlei Liebe. Sechs Novellen. Elischer, Leipzig 1889 (Digitalisat). Enthält: Das arme Ding; Der gnädige Herr; Bertha's Glück; Ein einziges Mal; Richard der Sieger; Liebesfatum.
- Auf einsamer Höhe. Roman. 1889 (Digitalisat).
- Glückbeladen. Novelle. 1890.
- Reisegeschichten. 1890.
- Neue Novellen. 2 Bände. 1890.
- Aus Bädern und Sommerfrischen. 1890.
- Engel auf Erden. 1891.
- Stürme im Hafen. Roman. 2 Bände. 1892.
- Siegfried. Roman. Pierson, Dresden & Leipzig 1894 (Digitalisat).
- Himmel und Hölle. Roman. 1894.
- Versorgung. Roman. 1895.
- Evas Erziehung. Roman. Berlin 1895.
- Das arme Ding. Novelle. Wien 1895.
- Schulden. Roman. Steinitz, Berlin 1895 (Digitalisat).
- In der kleinsten Hütte. Roman. Bong & Co., Berlin 1896 (Digitalisat).
- Der echte Ring. 1896.
- Die graue Mauer. Novelle. Berlin 1897.
- Don-Juan-Phantasie. 1897.
- Der Wert des Lebens. Der Ring des Polykrates. Zwei Novellen. Berlin 1897.
- Übermenschen. In: Unterhaltungsbeilage der Wochenschrift Fürs Haus. 1898.
- Die Brieftasche. Roman. 1898.
- Mitgiftjäger. Roman. 1898.
- Jenseits von Gut und Böse. Roman. 1899.
- Die Heiratsannonce. In: Neues Wiener Journal, 4. November 1899, S. 1–2 (online bei ANNO). (Die „letzte Arbeit der am 28. October durch Selbstmord geendeten Autorin“.)
- Collegenehe. Roman. 1900.
- Ins Bodenlose. Mitgift. Liane. Lilie. Vier Erzählungen. 1900.
- Dienstbotengeschichten. Sechs Erzählungen. 1901.
- Kleineheleuts-Geschichten. Sechs Erzählungen. 1902. Enthalten: Wie kleine Leute hausen; Edis Väter; Ein guter Kerl; Der Freier der Johanna; Berthas Glück; Allerseelentrost.
- Vergangenheit. Roman. 2 Bände. 1902.
- Vom Glück verfolgt. Erzählung. 1903.
- Die andere Welt. Roman. Schlesische Verlagsanstalt, Berlin 1914.
- Das Sakrament der Ehe. Berliner Roman. Berlin 1930.
- Fifi’s Reise. Wien, o. J.
- Ein Mann für Hedchen. Wien, o. J.